# Ałeksandar Łazewski
Ałeksandar Łazewski, mac. Александар Лазевски (ur. 21 stycznia 1988 we Vršacu) – macedoński piłkarz grający na pozycji obrońcy.

## Kariera piłkarska

### Kariera klubowa
Wychowanek klubów Banat Vršac i Partizanu Belgrad. Karierę piłkarską rozpoczął w klubie FK Teleoptik Belgrad, w którym z przerwami występował w latach 2005–2009 na zasadach wypożyczenia. W Partizanie debiutował dopiero w sezonie 2007/08, kiedy rozegrał 14 meczów i strzelił 1 gola, ale podczas przerwy zimowej ponownie odszedł do Teleoptiku. Podstawowym piłkarzem Partizanu został w sezonie 2010/11. 22 czerwca 2013 mając status wolnego piłkarza podpisał 3-letni kontrakt z ukraińską Howerłą Użhorod. 14 lutego 2014 został wypożyczony do FK Rad.

### Kariera reprezentacyjna
W latach 2007–2009 bronił barw młodzieżowej reprezentacji Macedonii. Od 2010 jest reprezentantem narodowej reprezentacji Macedonii.

## Sukcesy i odznaczenia

### Sukcesy klubowe
- mistrz Serbii: 2011, 2012, 2013
- zdobywca Pucharu Serbii: 2011